# Sociedade Literária do Rio de Janeiro
A Sociedade Literária do Rio de Janeiro foi uma entidade intelectual existente na cidade do Rio de Janeiro entre as últimas duas décadas do século XVIII. Teve como membros o poeta Silva Avarenga (tido como o principal fundador) e Mariano Pereira da Fonseca, depois Marquês de Maricá. Seu fechamento e investigações posteriores tiveram a participação do poeta português Antonio Dinis da Cruz e Silva, então Desembargador e Chanceler da Relação no Rio de Janeiro.

## História
A Sociedade Literária do Rio de Janeiro foi criada em 1786 por um grupo de intelectuais como, poetas, escritores e médicos, para debaterem novidades que chegavam de fora da então colônia portuguesa, como a Revolução Francesa, a federação dos Estados Unidos, as ideias do Iluminismo e assuntos científicos como eclipse lunar, alcoolismo, entre outros. Passado alguns anos, este grupo aumentou, fazendo parte agora professores, médicos, padres, advogados, marceneiros, sapateiros e ourives que discutiam ideias filosóficas e políticas de Rousseau e Voltaire, o que começou a preocupar as autoridades portuguesas da colônia.
Estas preocupações fizeram que o vice-rei, José Luís de Castro ordenasse o fechamento da Sociedade em 1794, juntamente com uma devassa nas vidas dos seus associados. Presos e investigados como conspiradores, nada foi provado e assim libertos. A atitude executada pelo vice-rei ficou conhecida como a Conjuração Carioca. Alguns dos ex-associados participaram, anos mais tardes, de importantes fatos históricos, como Conjuração Baiana ou a própria Independência do Brasil.